# 25 Kirkgate

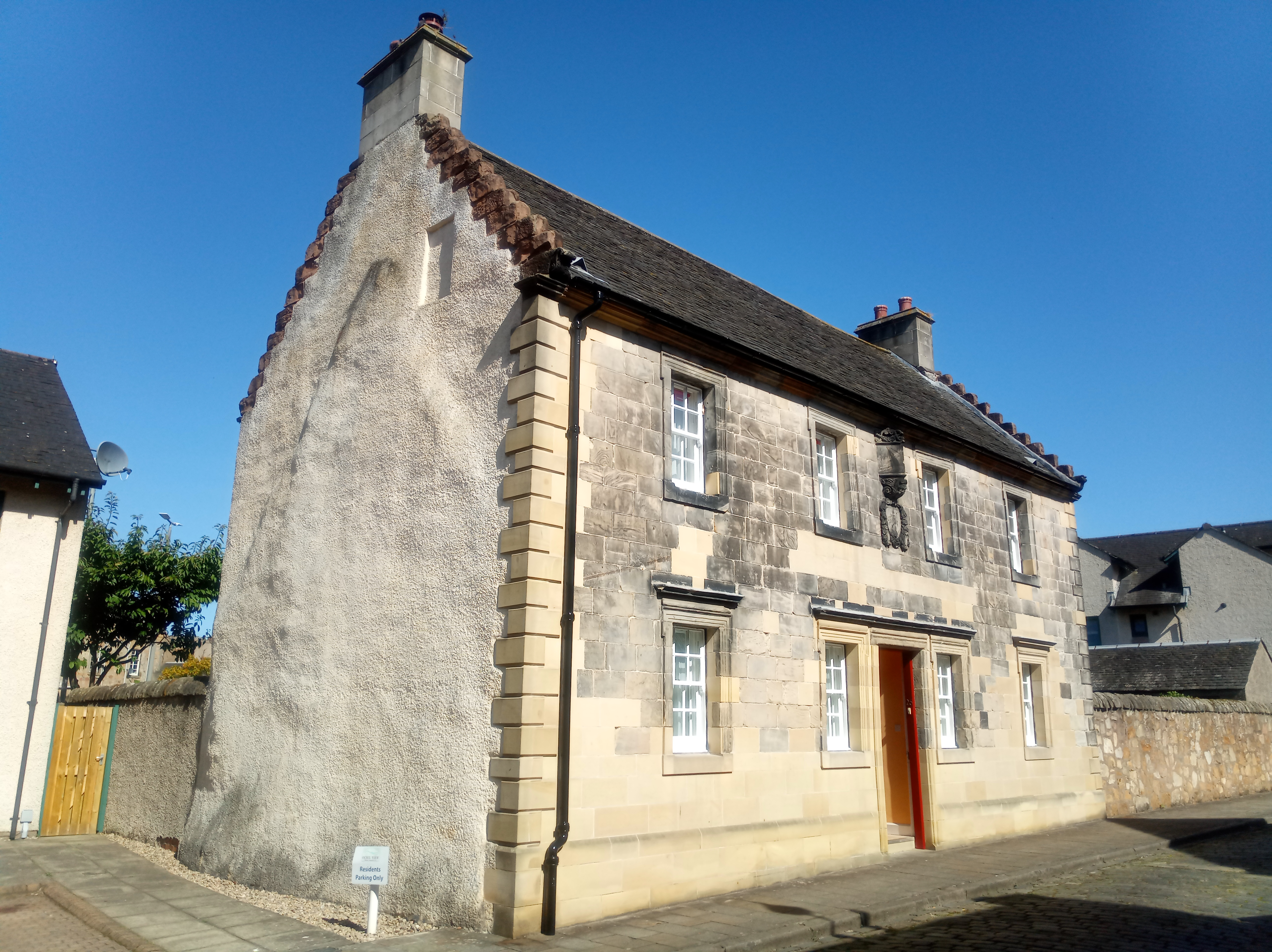
25 Kirkgate

Unter der Adresse 25 Kirkgate in der schottischen Stadt Alloa in der Council Area Clackmannanshire befindet sich ein Wohngebäude. Bauherr war der Steinmetz Tobias Bauchop, der es im Jahre 1695 für sich selbst erbaute. 1960 wurde das Bauwerk in die schottischen Denkmallisten in der höchsten Kategorie A aufgenommen.

## Beschreibung
Das zweistöckige Gebäude befindet sich im Stadtzentrum nahe dem Friedhof und der ehemaligen Kilncraigs Mills. Es weist einen L-förmigen Grundriss auf, wobei der nach Norden abgehende Flügel ebenso wie verschiedene moderne, rückwärtige Anbauten von der Straße aus nicht sichtbar ist. Das freiliegende Mauerwerk des symmetrisch aufgebauten Hauses besteht aus Quadersteinen. Entlang der nach Süden weisenden Vorderfront sind die Fenster auf vier vertikalen Achsen angeordnet und umgeben damit die mittig befindliche Eingangstüre. Oberhalb dieser befindet sich eine ornamentierte und laubverzierte Kartusche mit der Inschrift 1695 / TB / ML sowie eine kunstvoll gearbeitete Sonnenuhr. Alle Steinmetzarbeiten sind von außergewöhnlicher Qualität. Alle Fenster- und Türöffnungen schließen mit Gesimsen. Ebenerdig befindet sich das rechte Fenster nicht mehr im Originalzustand. Das Gebäude schließt mit einem Satteldach ab, dessen Giebel als Staffelgiebel gearbeitet sind.